# Casa Maury-Parés
La casa Maury-Parés, es un edificio de viviendas ubicado en la calle Mallorca, 234 de Barcelona, en España. Fue construida en 1882 por el maestro de obras Josep Artigas Planes por encargo de Dolores Maury Parés, viuda de Pedro Monés i Valls,  como bien patrimonial de la familia. Se trata de un claro ejemplo de construcción tradicional burguesa del Eixample de Barcelona, de finales del siglo XIX. A lo largo de su historia ha sido objeto de varias reformas para ampliar la superficie y mejorar su aspecto estético. 

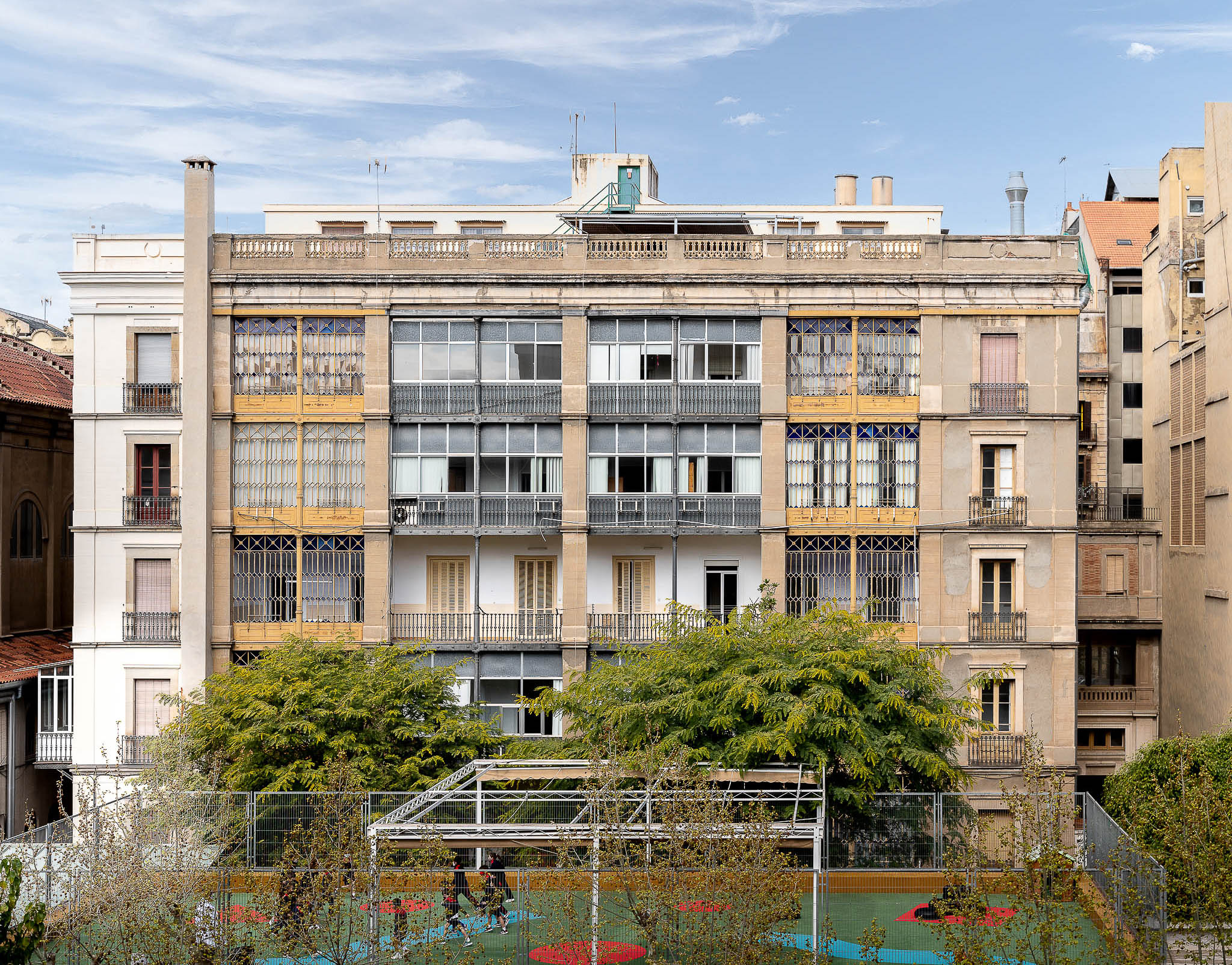
Fachada del interior de manzana de la Casa Maury-Parés

### Historia

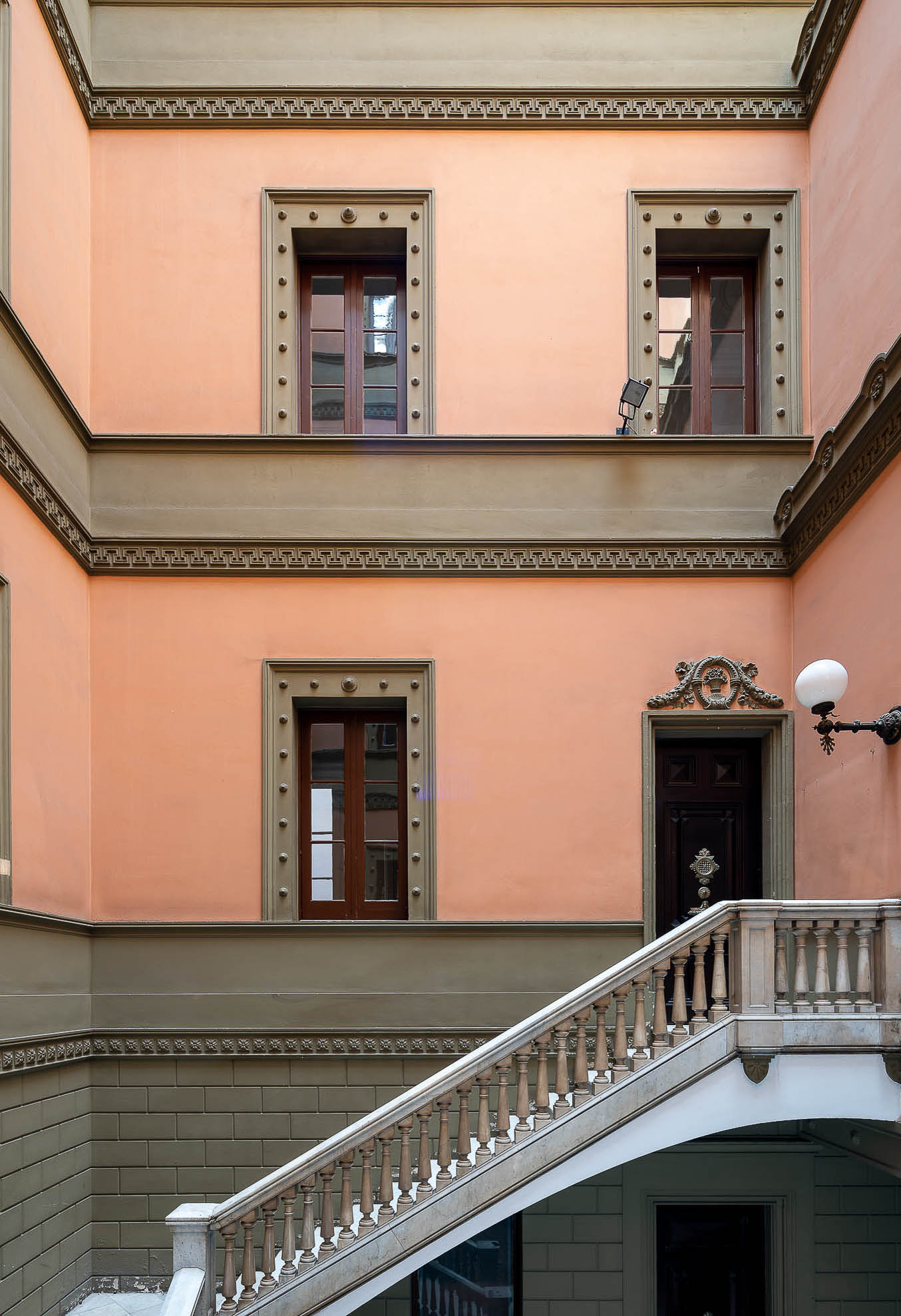
Detalle del vestíbulo de entrada de la Casa Maury-Parés

La casa Maury-Parés se construyó como casa de viviendas de alquiler. Ni su promotora, Dolores Maury Parés, ni su familia  vivieron nunca en ella, lo que explica la escasa ornamentación. A pesar de ser en origen bastante espaciosas, con el tiempo, las viviendas experimentaron ampliaciones, como el cuerpo anexo de la puerta del garaje o en la azotea, y mejoras estéticas como el pavimento de mármol en el acceso, los balaustres de mármol, etcétera). El alcalde Rius i Taulet firmó la licencia de construcción el 9 de diciembre de 1882 según consta en el Arxiu Municipal Contemporani de Barcelona.
Mientras el edificio principal estaba en construcción, y seguramente sin haber empezado la construcción de los cuerpos anexos, se realizó una segunda petición de licencia de obras para ampliarlos. Estos cuerpos, que ya aparecían en el proyecto original, se modificarían para conseguir una segunda planta vidriada y un frente de calle continuo, añadiendo las entradas de las caballerizas. En los expedientes municipales que se conservan en el Arxiu Municipal constan fechas de diciembre de 1883, por lo cual la construcción del edificio principal debió de durar al menos hasta 1884.
La segunda entrada que aparece en el Arxiu Municipal es de 1922, cuando el señor Víctor Riu solicita dos permisos de obra consecutivos en marzo y abril para ampliar el almacén del lateral de la parcela (exp. Nº 23902 y 24111).
El 9 de mayo de 1928,  José María Mata i Julià dona el edificio a la orden religiosa de las Esclavas del Sagrado Corazón de Jesús, según consta en las escrituras públicas que se conservan en el Arxiu Municipal.
El 26 de febrero de 1930 se solicita la ampliación del vestíbulo y la capilla, por parte de Amado Maristany (expediente nº 25852). Probablemente, en este momento se coloca el mármol en el suelo del vestíbulo, y se reforman las escaleras del patio interior, también es en este momento que seguramente se colocan los balaustres de mármol de la planta baja.
En marzo de 1933 Víctor Riu pide volver a ampliar el almacén del lateral de la parcela. El proyecto lo firma Joan Baptista Subirana, arquitecto del GATCPAC.
En 1939, se amplía el pabellón de lavandería y plancha de la azotea del cuerpo principal, a petición de Josefina Dalmau, la madre superiora de las Esclavas del Sagrado Corazón de Jesús (exp nº 15433).
El 24 de abril de 1941 se deniega el primer proyecto para la construcción de la futura iglesia en el lateral de la parcela. Años después se acepta la construcción de la iglesia, a petición de la madre superiora Julia Manglarro (exp. Nº 35404), que fue inaugurada en 1952 y lleva el nombre de iglesia de las Esclavas del Sagrado Corazón.
El tercer trimestre del 2021 se iniciaron obras en el edificio en las que se mantendrá la fachada principal y se procederá a restaurar la fachada que da al interior de manzana según el proyecto realizado por el arquitecto Joan Pascual Argenté. Se conservarán rasgos característicos del edificio como el vestíbulo y el patio interior, pero el resto se hará todo nuevo.  La Casa Maury-Parara se destinará a usos residenciales y equipamientos.

### Familia Maury-Parés
Dolores Maury Parés era hija de José Maury, natural de Cataluña y fallecido en Baracoa (Cuba) en 1870, y de Reparada Parés, nacida en Lloret de Mar (1801) y fallecida en Baracoa (Cuba) en 1873.
Dolores Maury Parés contrajo matrimonio con Pedro Monés i Valls el 24 de mayo de 1844 en la parroquia de Nuestra Señora de Asunción de Baracoa (Cuba). Tuvieron nueve hijos: María de los Dolores Josefa Monés Maury (1846), Eulalia Emilia (1847), Pedro (1848), Genobia Jacobina (1851), Adolfina Gabina (1852), José Pedro (1854), Reparada Julia (1859), Francesc d'Asís (1861) y Andrés (1862).[cita requerida]
Los padres de Pedro Monés Valls, Pedro Monés y Eulalia Valls de la Paisa llegaron a Cuba procedentes de Cataluña a lo largo de la primera mitad del siglo XIX. Pedro Monés Valls de la Paisa nació en Cataluña y llegó a Cuba como Juez Veedor del Real Consulado. En la Corona de Castilla, un Veedor era un funcionario que tenía un carácter fiscalizador en las ciudades y villas por los cuales se controlaban que las obras de los gremios o las instituciones responsables del abastecimiento de los municipios eran conformes con las leyes u ordenanzas. Buena parte de la fortuna familiar proviene de las plantaciones de plátanos.
En 1897, por Breve de su Santidad León XIII, fue creado el marquesado Casa Maury y Pedro Monés Maury fue autorizado para el uso de esta dignidad pontificia en España.